# Teresa Driscoll
Teresa Driscoll – brytyjska pisarka, dziennikarka i prezenterka wiadomości w BBC. Jej książki sprzedały się w nakładzie pół miliona egzemplarzy. Jej powieść pt. Obserwuję cię została przetłumaczona na szesnaście języków. Ponadto na platformie Kindle zajęła pierwsze miejsce na liście bestsellerów w Wielkiej Brytanii, USA oraz Australii, ostatecznie w trakcie podsumowania 2017 zajmując 14 miejsce. Autorka tworzy thrillery oraz literaturę kobiecą.

## Życiorys
Pochodzi z South West England, jednak obecnie mieszka w South Hams razem z mężem i dwójką dzieci. W latach 1985–1990 pracowała w Thames TV. Od 1990 do 2005 była jedną z głównych prezenterek programu Spotlight, emitowanego przez stację BBC. Odeszła z pracy, aby móc spędzać więcej czasu z rodziną. Aktualnie zajmuje się wyłącznie pisarstwem.

## Publikacje
- Moments: A collection of short stories (2013)
- Recipes for Melissa (2015)
- Last Kiss Goodnight: A heart-breaking story of lost children and the power of a mother's love (2016)
- Obserwuję cię (ang. I am Watching you, 2017, wyd. polskie: SQN, 2018)[8]
- The Friend (2018)